# Internationale Cricket-Saison 1887/88
Die internationale Cricket-Saison 1887/88 fand zwischen November 1887 und März 1888 statt. Als Wintersaison wurden vorwiegend Heimspiele der Mannschaften aus Südasien, der Karibik und Ozeanien ausgetragen.

## Überblick

### Internationale Touren
| Beginn           | Heimteam   | Auswärtsteam | Resultate | Artikel |
| Beginn           | Heimteam   | Auswärtsteam | Test      | Artikel |
| ---------------- | ---------- | ------------ | --------- | ------- |
| 10. Februar 1888 | Australien | England      | 0–1 [1]   | Artikel |